# Andrea Mantegna
Andrea Mantegna (Isola di Carturo, actual Piazzola sul Brenta, ca. 1431-Mantua, 13 de septiembre de 1506) fue un pintor y grabador del Quattrocento italiano.

## Vida y obra

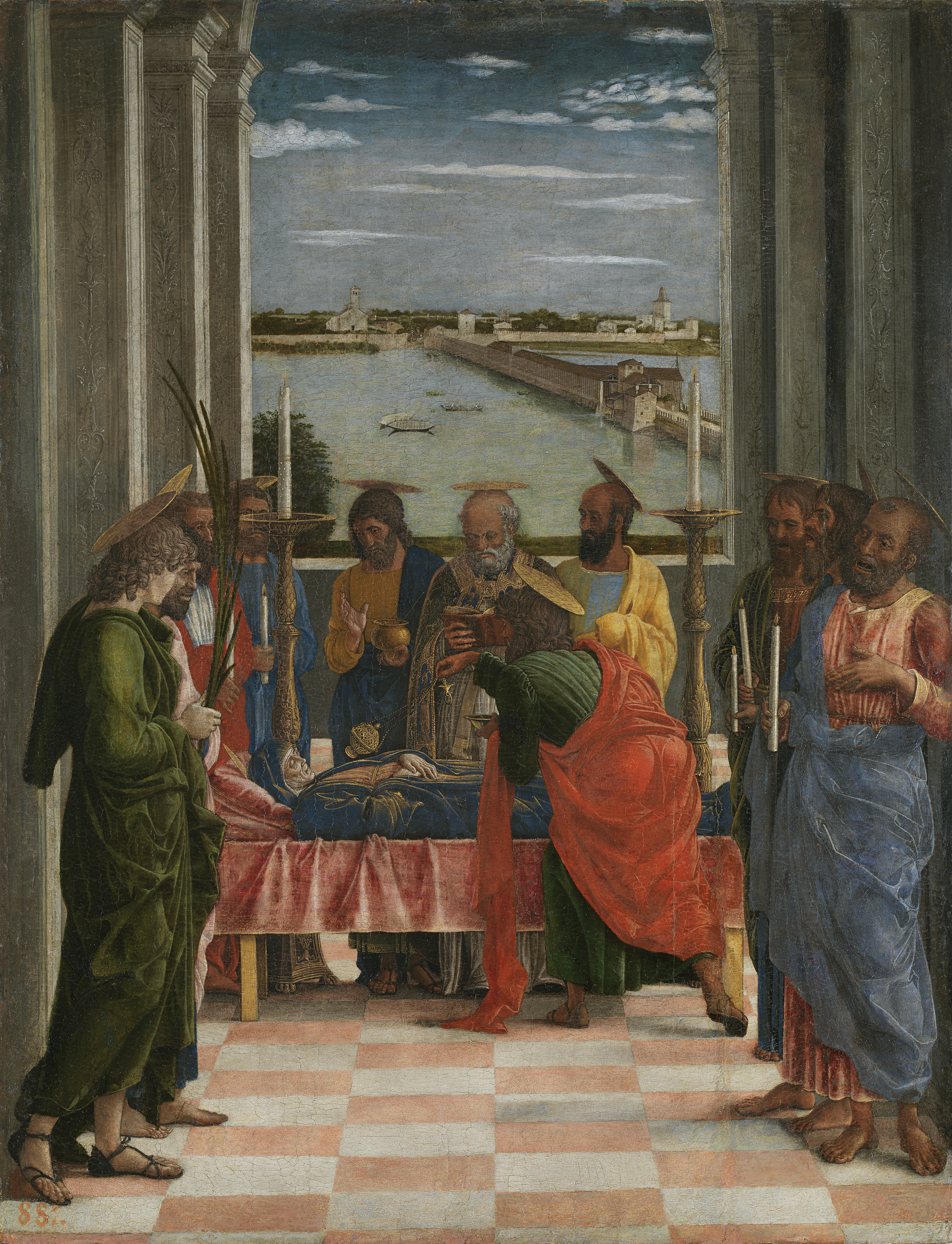
La muerte de la Virgen, Museo del Prado, Madrid.

### Inicios
Andrea Mantegna nació en Isola di Carturo, un burgo en las cercanías de Padua, pero que en la época pertenecía al condado de Vicenza. De niño, solía guardar ganados, aunque consiguió ser, por sus propios méritos, caballero. Igualmente, a los 10 años comienza a trabajar en el taller de pintura de Francesco Squarcione en Padua. Squarcione era un entusiasta de la antigua Roma: viajó por Italia, y quizás también por Grecia, coleccionando estatuas, relieves, jarrones, etc. antiguos, de los que hacía dibujos él mismo y luego puso su colección a disposición de otros para que la estudiaran. Mientras tanto, continuó realizando trabajos por encargo, a los que contribuyeron sus alumnos, al igual que él mismo. Squarcione, al descubrir el gran talento de Mantegna, lo adoptó. Así, siendo consciente Squarcione de que no era el más hábil de los pintores y con el propósito de que Andrea aprendiera más de lo que él sabía, le hizo estudiar las copias de yeso de estatuas antiguas y algunas pinturas sobre tela. De este modo, Andrea aprendió mucho en su juventud. Asimismo, la rivalidad con otros discípulos de su maestro (Marco Zoppo de Bolonia, Dario de Treviso, Niccolò Pizzolo de Padua) le sirvió de ayuda y, sobre todo, de estímulo. De hecho, con diecisiete años hizo la pintura para el altar mayor de Santa Sofía, en Padua, obra que parece de un artista experto y no de un simple muchacho. Luego le asignaron a Squarcione la decoración de la capilla de San Cristóbal, en la iglesia de los frailes Ermitaños de San Agustín y este confió el trabajo a Niccolò Pizzolo y a Andrea. Niccolò hizo al Padre Eterno, sentado majestuosamente en medio de los Doctores de la Iglesia, de gran calidad artística, y Andrea pintó los cuatro Evangelistas.
A los 17 años se independizó, cansado de que su talento artístico fuera apropiado por su mantenedor. Además, en 1453 se casó con Nicolosia Bellini hermana de los también reconocidos artistas Giovanni Bellini y Gentile Bellini, y, por tanto, hija de Jacopo Bellini, rival de Squarcione. Este hecho le llevará a la enemistad con el que había sido su maestro. A partir de ese episodio entre maestro y discípulo, Squarcione fue muy duro criticando a su antiguo alumno. A pesar de que inicialmente estas críticas hirieron a Mantegna, también le hicieron progresar.
En aquellos momentos, Padua era un lugar especialmente propicio para el arte de Mantegna, quien frecuentaba los anticuarios de la ciudad, prestando especial atención a la pintura y el arte de la antigua Roma y perfilando así su propio estilo.

### Mecenazgo de los Gonzaga

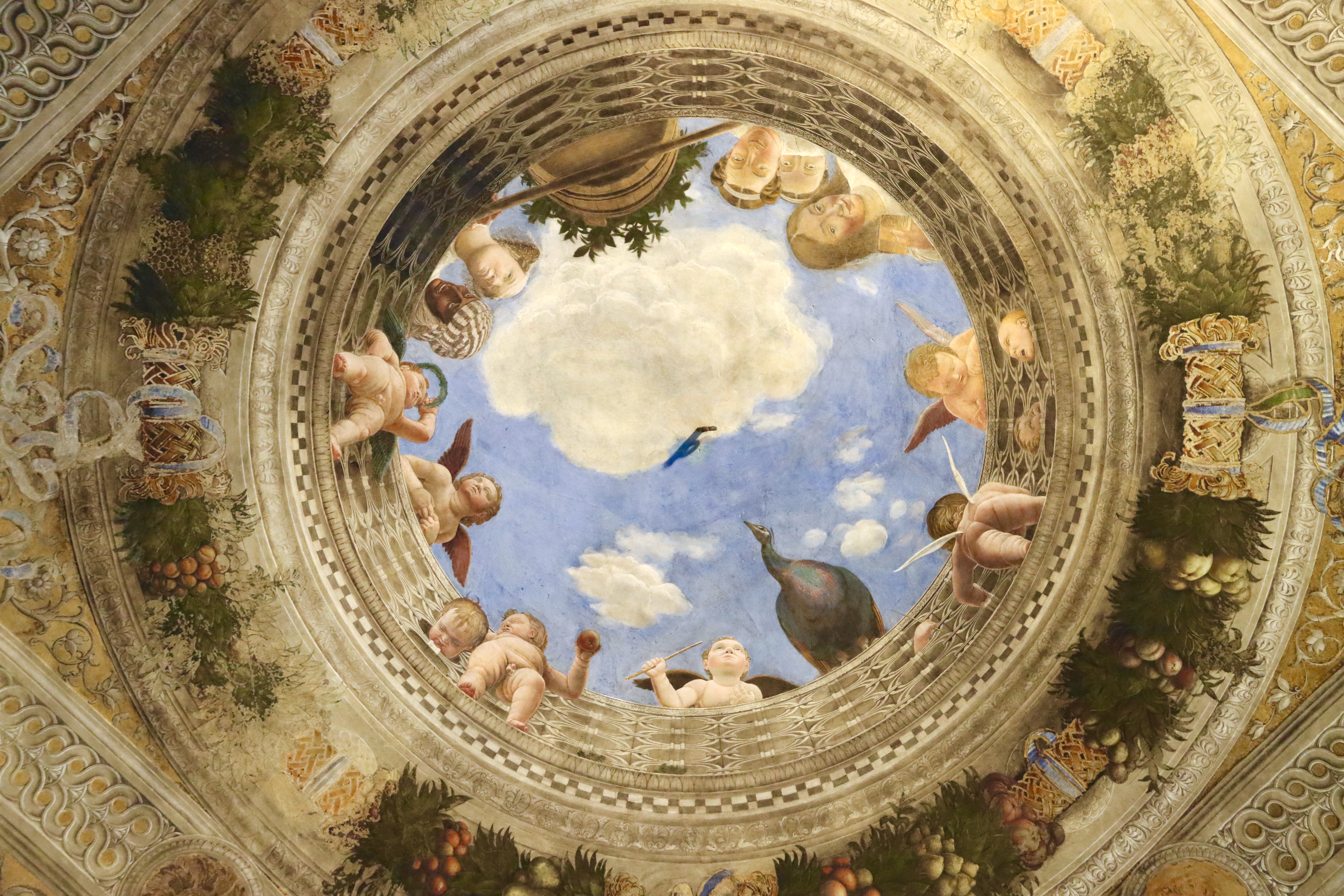
Óculo en trampantojo en el techo de la Cámara de los esposos, en el Palacio Ducal de Mantua.

En 1459, Luis III Gonzaga convence al autor para que se traslade a Mantua. A partir de este momento trabajará toda su vida para la familia Gonzaga, bajo el mecenazgo directo de Isabel de Este, marquesa de Mantua y esposa de Francisco II Gonzaga. Como principal fruto de estos casi 50 años de patronazgo artístico quedan los dos trabajos más importantes de Mantegna: la decoración mural de la «Cámara de los esposos» en el Palacio Ducal de los Gonzaga y Los triunfos del César, serie de grandes lienzos que hoy se conserva en el palacio de Hampton Court en Gran Bretaña. También realiza Mantegna El Parnaso (1497) para Isabel de Este (Museo de Louvre). 
Realizó además, para la capilla del castillo ducal mantuano, un retablo del que forma parte el Tránsito de la Virgen que se conserva en el Museo del Prado.

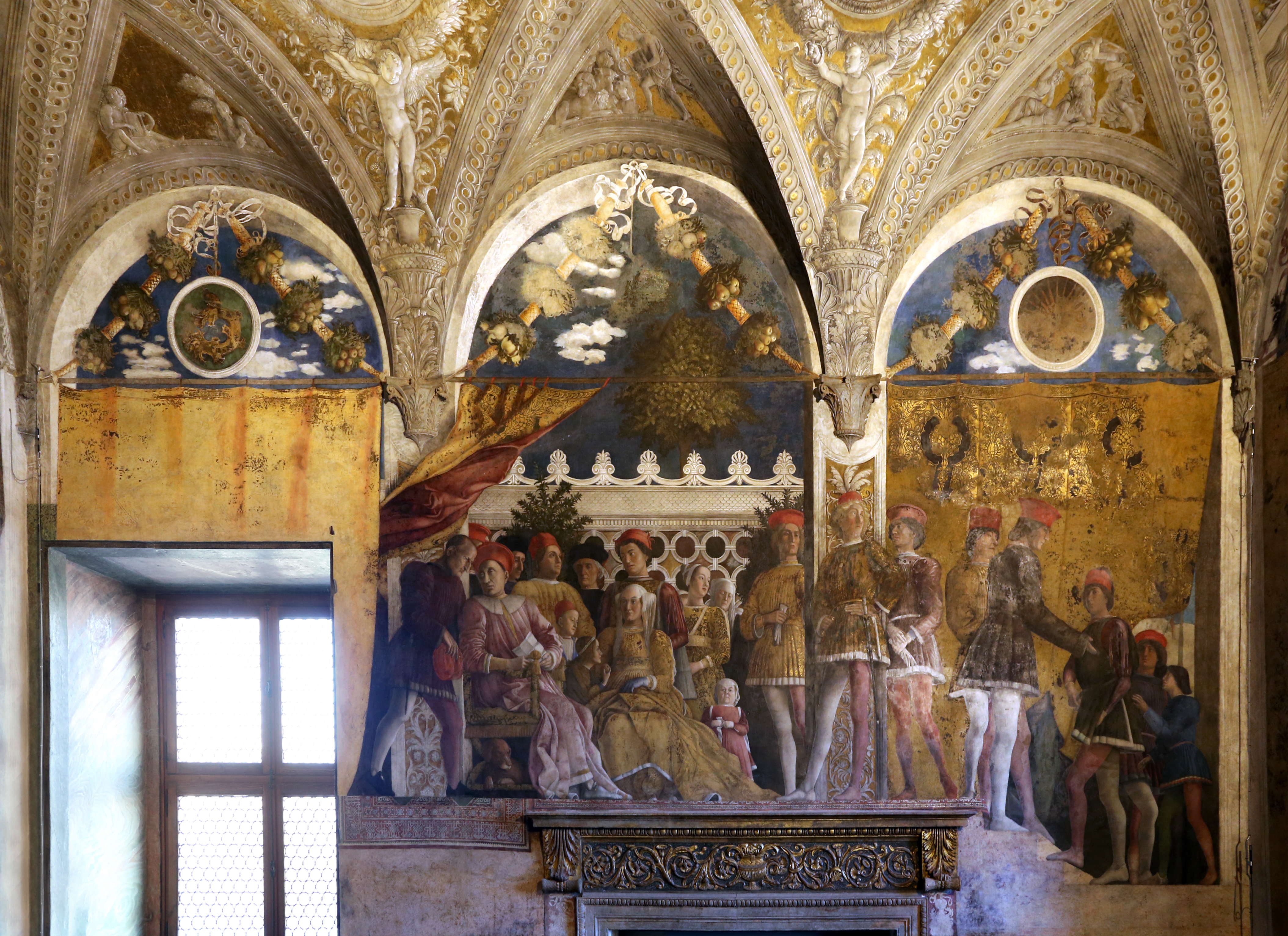
Pared norte, la de la Cámara de los Esposos

Anteriormente, realizó el San Sebastián ahora conservado en Viena (Kunsthistorisches Museum), y se expande su fama por toda Italia. 

### Interludio en Roma

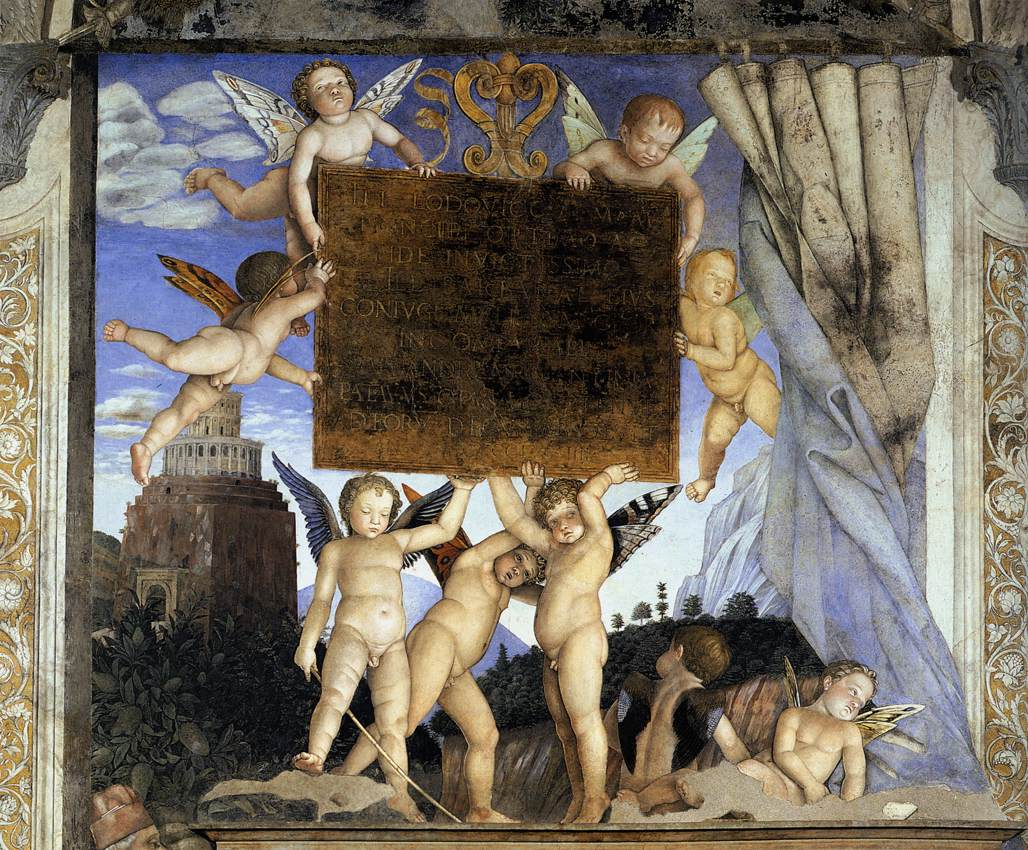
Cámara de los Esposos, ‘’Putti’’ sosteniendo una inscripción.

En 1488, Mantegna fue llamado por el Papa Inocencio VIII, oferta que no se puede rechazar para decorar con frescos la galería del Pequeño Palacio Belvedere en el Vaticano. Esta serie de frescos, incluido un notable bautismo de Cristo, fueron destruidos por Pío VI en 1780 para formar la Galería de las Estatuas (Roma, Museo Pio-Clementino). El Papa trata a Mantegna con menos generosidad que en la corte de Mantua; pero, en definitiva, su acuerdo, que finalizó en 1500, no fue en modo alguno desventajoso para ninguna de las partes. Mantegna también conoce al famoso rehén turco Jem y estudia detenidamente los monumentos antiguos, pero su impresión de la ciudad es en general decepcionante. Al regresar a Mantua en 1490, retomó con fuerza su visión más literaria y amarga de las antigüedades grecorromanas y se vinculó estrechamente con Isabel de Este, convertida en nueva marquesa desde febrero, una mujer culta e inteligente.

### Vuelta a Mantua
De regreso a su ciudad adoptiva, ahora gobernada por Francisco II Gonzaga, continuó su trabajo con las nueve pinturas al temple para Los triunfos de César, que probablemente comenzó antes de su partida a Roma, y que completó hacia 1492. Estos grandes lienzos cuadrados que miden más de dos metros de lado estaban destinados a decorar una gran sala de recepción del castillo de San Jorge. Están pintados para gloria de Francisco Gonzaga y la tradición familiar a través del vencedor de los ejércitos de la Galia, los mismos que el duque volvió a derrotar en 1495 en el río Taro. Estas composiciones fueron enormemente valoradas por la aristocracia británica desde finales del siglo XVII por motivos patrimoniales: conservadas en las colecciones reales desde 1640, acabaron eclipsando otras obras importantes de Mantegna; Stendhal lo observó con pesar en 1823, en sus estudios sobre la pintura renacentista italiana.

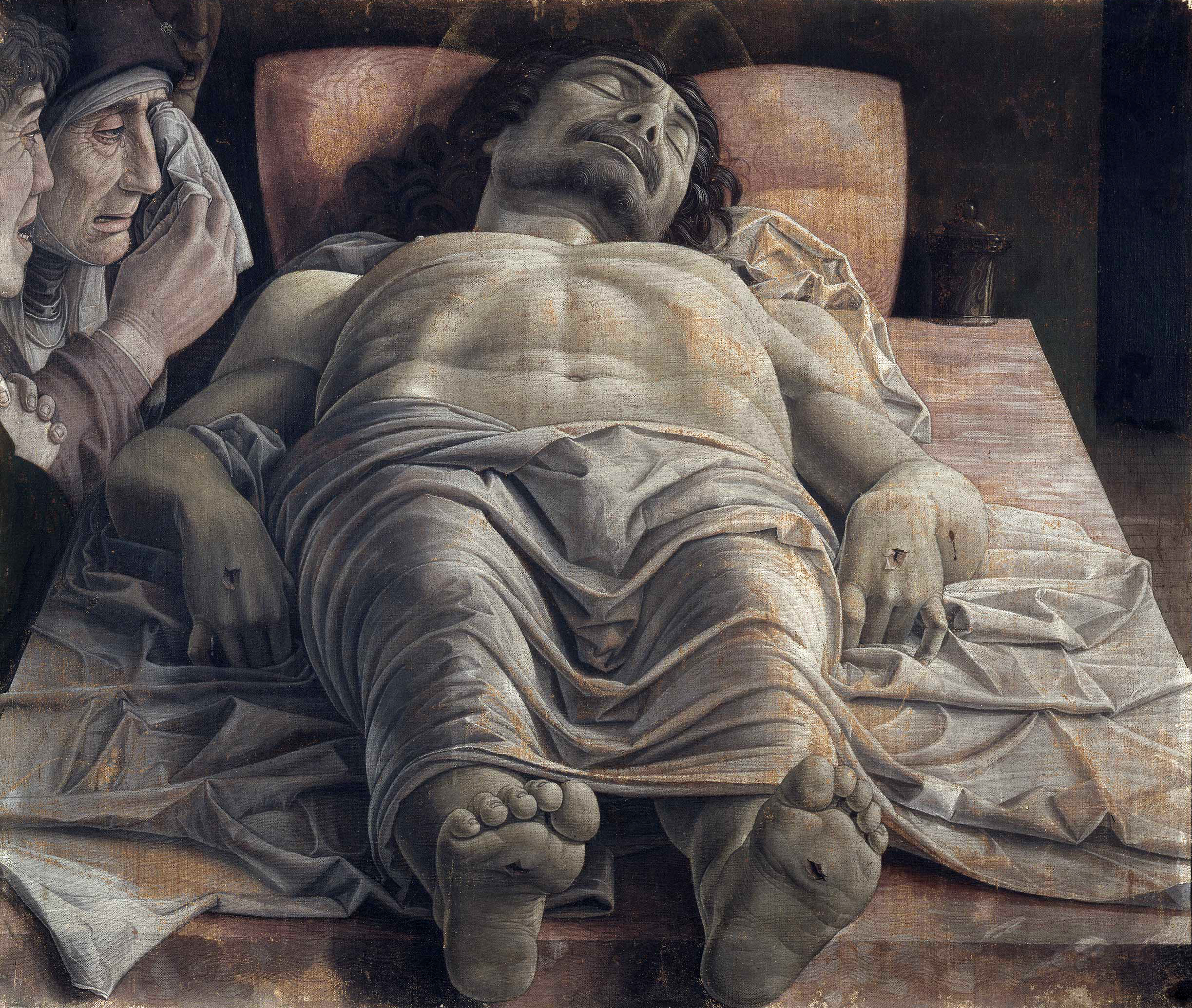
Lamentación sobre Cristo muerto, 1470-1474, Pinacoteca de Brera, Milán.

Posteriormente, con El Cristo muerto, Mantegna dará la pauta de la pintura de los años siguientes. Su trabajo tiene cierta semejanza con el de su contemporáneo Melozzo da Forli, seguidor de Ansuino, aunque en concreto, la original perspectiva utilizada por Mantegna para la figura su Cristo muerto es completamente inusual en la pintura renacentista.
La figura humana clásica será una de sus obsesiones, y reflejará en sus obras cuerpos de perfectas proporciones, sólidos y de gran expresividad. De hecho aunque, tras independizarse de Squarcione, logró perfeccionarse en el dibujo de figuras del natural, Andrea siempre defendió la perfección y hermosura de las buenas estatuas de la antigüedad; pensaba que los maestros de la Antigüedad combinaban en una única figura las perfecciones (que rara vez se daban juntas en un único individuo), dando lugar a ejemplares incomparables de belleza. Todo esto fue influyendo en su estilo.
Donatello será su influencia en este periodo llamado «pétreo». Los primeros años del siglo XVI estarán claramente influenciados por Mantegna en toda la pintura italiana. Además, Andrea Mantegna mejoró el método para dibujar las figuras en escorzo, vistas desde abajo, lo cual fue un invento difícil y admirable.

### Fin de la vida y obra de Mantegna
Andrea construyó y pintó para su uso personal una hermosa casa en Mantua, en la que residió toda su vida. 
Los últimos años de Andrea Mantegna en la Corte de Mantua los pasó bajo la protección de Isabel de Este, unánimemente reconocida como una de las damas humanistas más ilustradas del Renacimiento Italiano que se rodeó en su pequeño estudio Studiolo del Castillo de San Jorge, parte del complejo del Palacio Ducal de Mantua,  de una importante corte de artistas y pintores del momento. Junto a ella, un casi anciano Andrea Mantegna cultivó sobre todo la temática mitológica, destacando obras como El Parnaso, El Triunfo de la Virtud, o Isabel de Este en el Reino de Armonía, obras todas ellas hoy conservadas en el Museo parisino del Louvre.
Andrea Mantegna moriría un día de septiembre de 1506, contando nada menos que con 75 años de edad y acuciado por varias deudas ya que, las nuevas modas pictóricas propuestas por artistas de la nueva generación habían hecho que sus encargos se resintiesen.
En 1516, sus hijos le erigieron un hermoso monumento en la iglesia de Sant'Andrea, donde había pintado el retablo de la capilla mortuoria. La cúpula está decorada por Correggio.

### Grabados
A Mantegna le gustaba grabar en cobre. Produjo así, diversos grabados, un medio apropiado para difundir su dibujo incisivo. Tuvieron gran repercusión y se distribuyeron incluso en Alemania, por lo que influyeron a artistas de varios países europeos. 
Con todo, su autoría no es segura: se le asignan con seguridad solamente siete planchas, y las demás se atribuyen a grabadores más o menos próximos a su círculo o taller, como Giovanni Antonio da Brescia (Zoan Andrea) y varios anónimos diferenciados con nombres como Premier engraver y Master of 1515. La Royal Academy de Londres les dedicó especial atención en la exposición antológica Andrea Mantegna y en el correspondiente catálogo (ed. Thames and Hudson, 1992).
En 1599, ya mucho después de fallecido Mantegna, el grabador Andrea Andreani realizó una famosa serie de xilografías de chiaroscuro copiando Los triunfos del César.
Existen grabados de Mantegna en España, como El combate de los dioses marinos (Madrid, Biblioteca Nacional de España) y Cristo bajando al Limbo (Madrid, Palacio de Liria, colección de la casa de Alba).
Por mucho tiempo Mantegna fue considerado el autor de una serie de 50 grabados particulares, el Tarot de Mantegna, enigmática obra maestra del arte del grabado. Pero, como fue demostrado por Giordano Berti en el catálogo de la exposición A casa di Andrea Mantegna. Cultura artistica a Mantova nel Quattrocento (Mantua, 2006), no se trata propiamente de un Tarot, ni tampoco de una creación del célebre pintor. Esta baraja, de la que se conservan una decena de ejemplares en diversas bibliotecas y museos, se realizó en Italia, en Ferrara o en una ciudad del Véneto, hacia 1465. Se trataba claramente de un juego educativo que representa una concepción del mundo típica de la Edad Media, es decir un cosmos en miniatura expresado por cinco grupos: condiciones humanas, Apolo y las Musas, Artes liberales, principios cósmicos y virtudes cristianas, cuerpos celestes.

## Obras destacadas

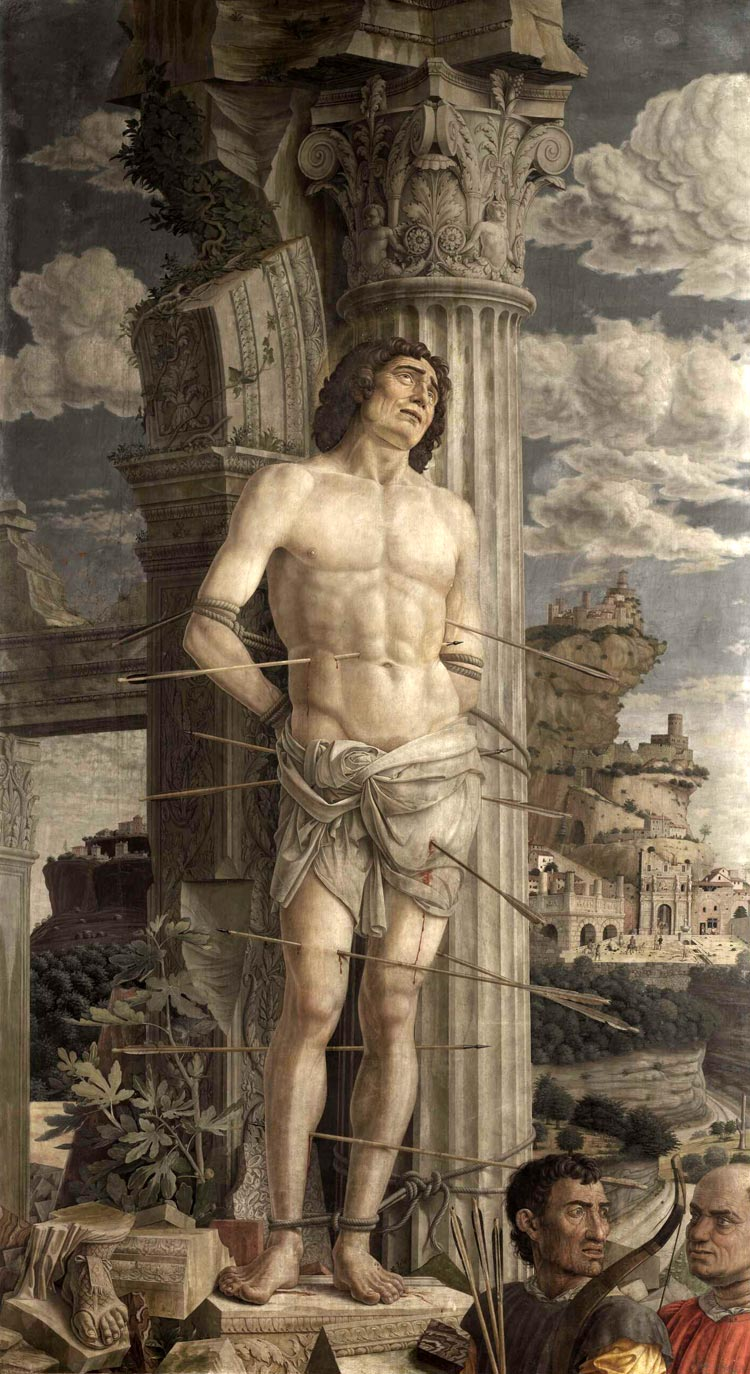
San Sebastián, 1480; panel; en la actualidad en el Museo del Louvre.

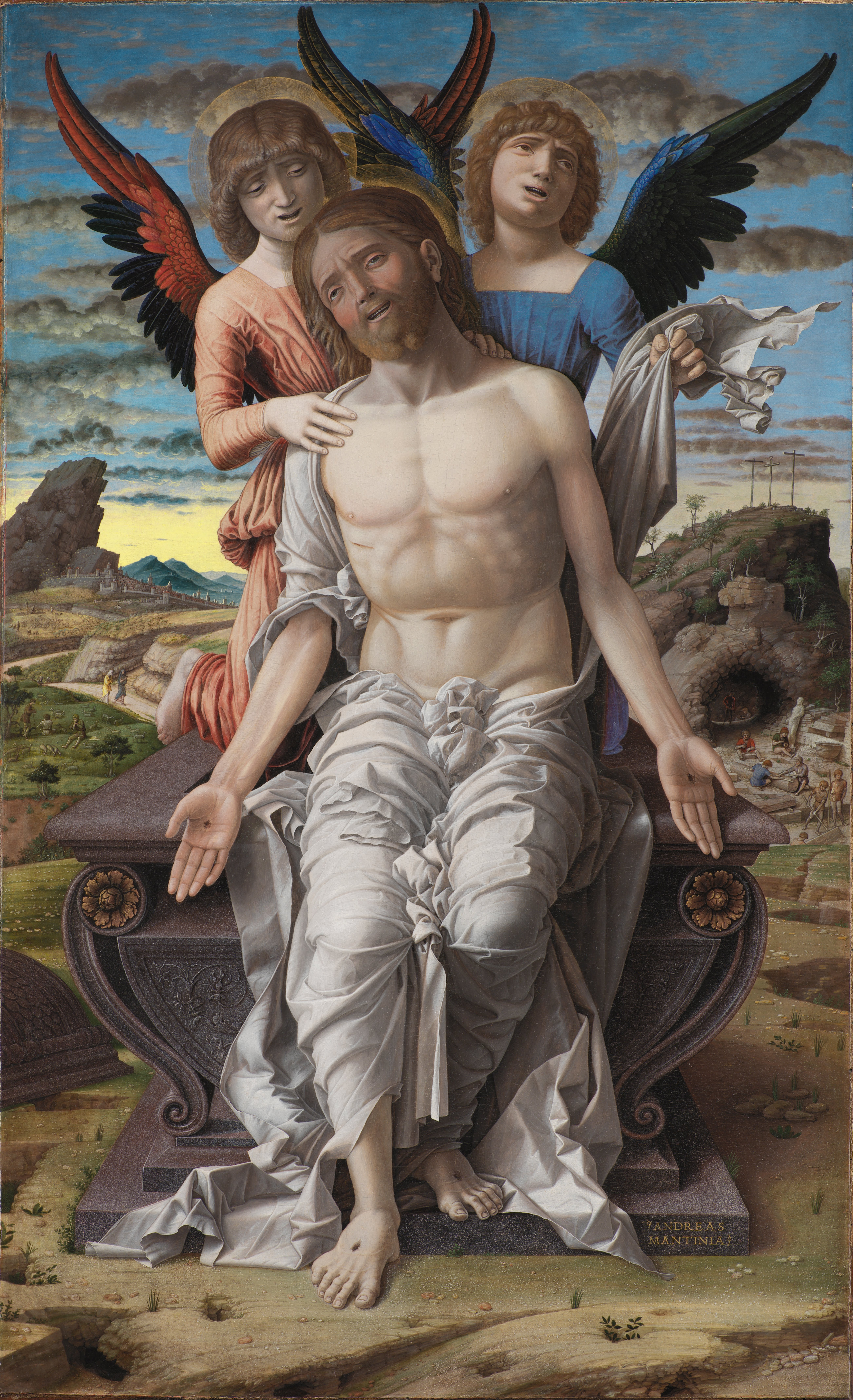
Cristo como Redentor sufriente. Cristo resucitando, representado según Lucas 24:1–2, alabando al Señor con un himno (c. 1488–1500).

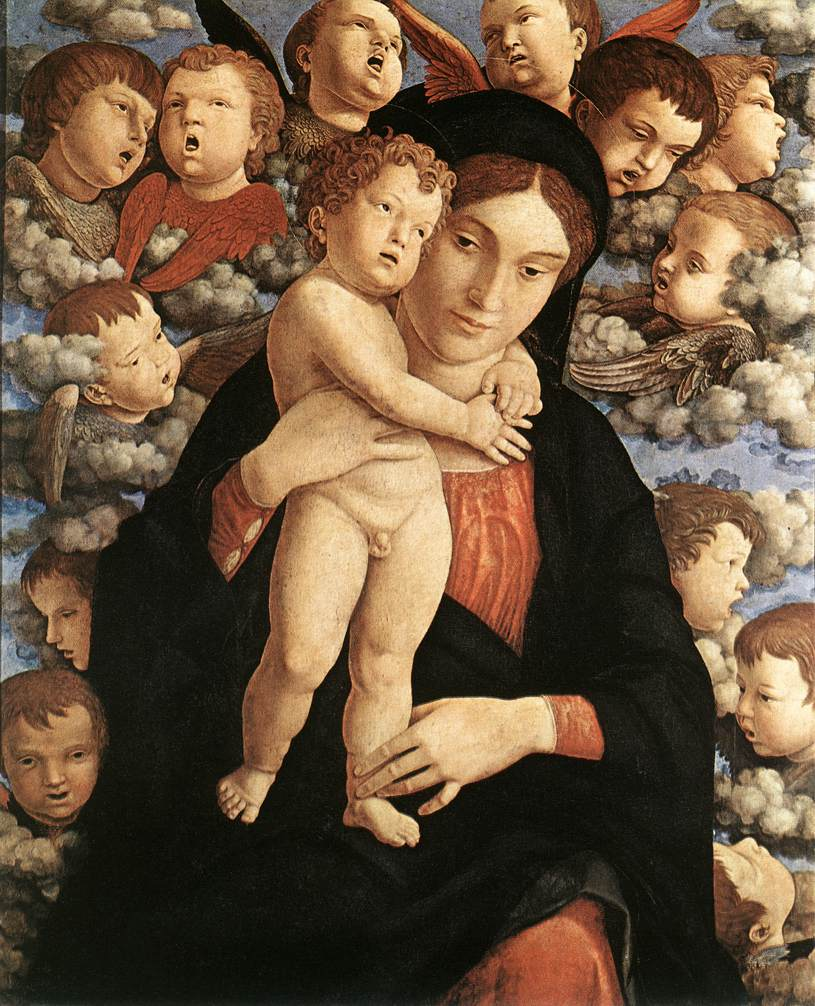
La Madonna del Cherubim (1485).

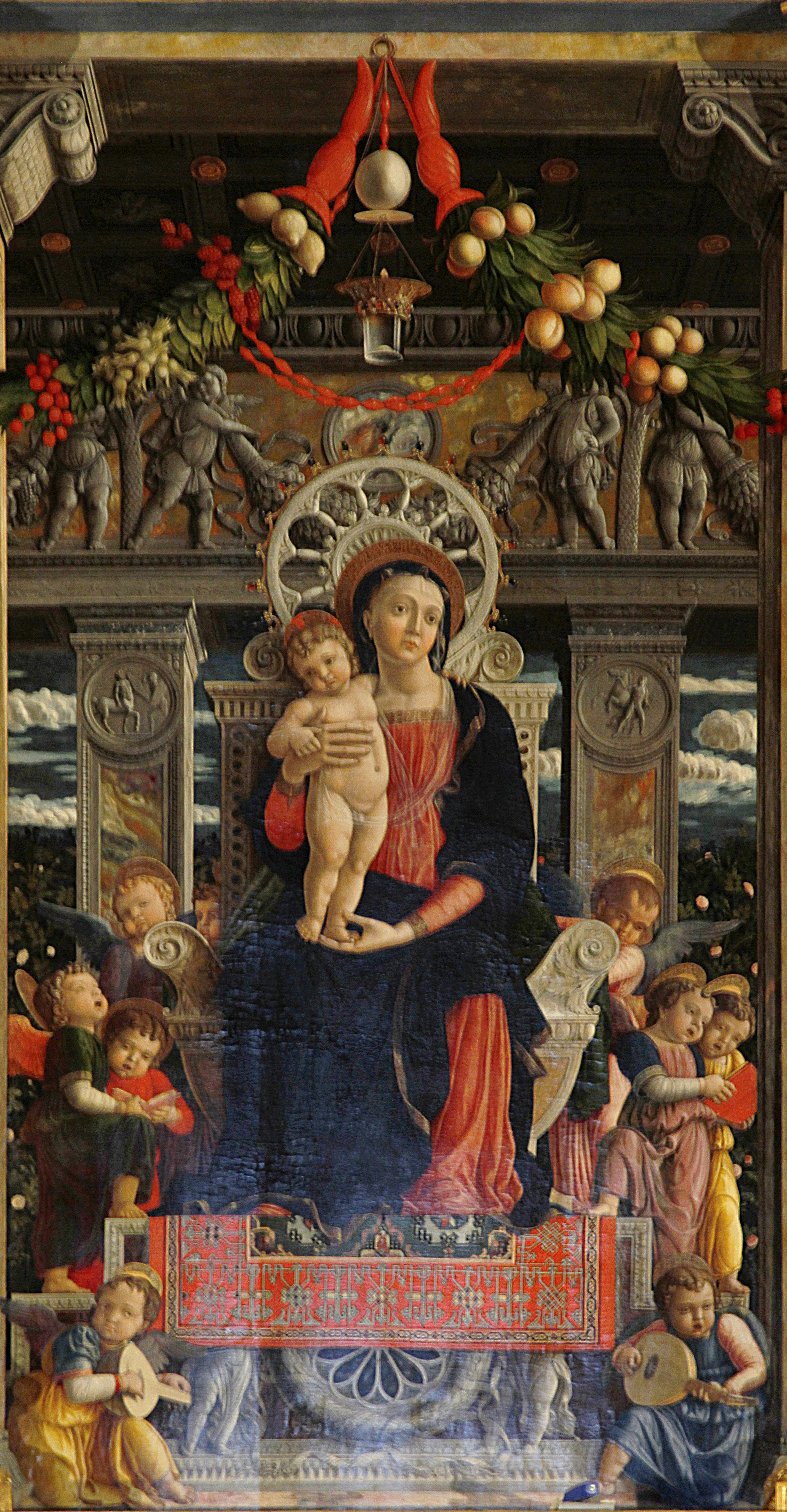
La Virgen María en el Retablo de San Zeno de Andrea Mantegna combina halos pseudoárabes y dobladillos de prendas, con una alfombra oriental a sus pies (1456-1459).

- Frescos con escenas de las vidas de Santiago y san Cristóbal (1454-1457) en la capilla Ovetari de la iglesia de los Eremitas de Padua. Un bombardeo de los aliados el 11 de marzo de 1944 provocó la destrucción de los frescos de la capilla, en los que habían participado, además de Mantegna, Antonio Vivarini, Ansuino da Forli y otros maestros. Únicamente se salvaron La Asunción y el martirio de san Cristóbal de Mantegna, que previamente habían sido desprendidos del muro y transferidos a lienzo, y algunos fragmentos muy dañados y dispersos. En 1946 fueron recolocados los fragmentos menos dañados y en 2009 concluyó una delicada reconstrucción a partir de los trozos salvados y la reintegración de las partes perdidas gracias a la información proporcionada por antiguas fotografías en blanco y negro.[9][10]
- Retablo Virgen y Niño con santos (1457-1459), basílica de San Zenón, Verona.

- Cristo en el Monte de los Olivos (ca. 1460), National Gallery de Londres.

- Tránsito de la Virgen, o Muerte de la Virgen (1461), Museo del Prado, Madrid.

- Llegada del cardenal Francesco Gonzaga (ca. 1465-1474), Palacio Ducal de Mantua.

- Cámara de los esposos o Cámara de los novios (Camera degli Sposi) (ca. 1470, posiblemente acabados en 1474), en Palacio Ducal de Mantua. En esta sala de audiencias pintó a Ludovico Gonzaga y su familia, así como a cortesanos, animales y paisajes. En la bóveda destacan trampantojos. Es en el Palacio Ducal donde se encontraba su obra Los triunfos del César hoy en Inglaterra.

- Cristo bajando al Limbo, antes en la Colección Barbara Piasecka Johnson.

- La adoración de los magos, Museo J. Paul Getty de Los Ángeles.

- Cristo muerto (ca. 1475-1490), temple sobre lienzo, 68 x 81 cm, Pinacoteca de Brera, Milán. Considerada su magnum opus.

- Serie de Los triunfos del César (Palacio de Hampton Court, Royal Collection británica).

- La Virgen y el Niño con santa María Magdalena y san Juan Bautista, ca. 1490-1505, National Gallery de Londres.

- San Sebastián; hay hasta tres cuadros con este título:
  - 1456-1459, Museo de Historia del Arte de Viena;
  - 1480, Museo del Louvre, París;
  - 1490, Ca' d'Oro, Venecia.

- Adoración de los Pastores (ca. 1450-1451), Museo Metropolitano de Arte
- Judit y su sirvienta con la cabeza de Holofernes (ca. 1490), Galería Nacional de Arte
- Adoración de los Magos (ca. 1497-1500), Museo Getty de Los Ángeles
- Ecce homo (ca. 1500), Museo Jacquemart-André de París.

## Valoración y legado
Giorgio Vasari elogia a Mantegna, aunque señala su carácter litigioso. Le gustaban sus compañeros de Padua y con dos de ellos, Dario da Trevigi y Marco Zoppo, mantuvo amistades estables. Mantegna se volvió muy caro en sus costumbres, a veces cayó en dificultades financieras y tuvo que presentar sus reclamaciones válidas de pago a la atención del marqués. 
En términos de gusto clásico, Mantegna se distanció de toda competencia contemporánea. Aunque sustancialmente relacionado con el siglo XV, su influencia en el estilo y las tendencias de su época fue muy marcada en el arte italiano en general. Giovanni Bellini, en sus obras anteriores, obviamente siguió el ejemplo de su cuñado Andrea. Alberto Durero se dejó influenciar por su estilo durante sus dos viajes a Italia, reproduciendo varios de sus grabados. Leonardo da Vinci tomó de Mantegna el uso de decoraciones con festones y frutas.
Se considera que el principal legado de Mantegna es la introducción del ilusionismo espacial, tanto en los frescos como en las pinturas de conversación sacra: su tradición en la decoración de techos se siguió durante casi tres siglos. A partir de la tenue cúpula de la Camera degli Sposi, Correggio se basó en la investigación de su maestro y colaborador en construcciones en perspectiva, y finalmente produjo una obra maestra como la cúpula de la Catedral de Parma.